# Ekanit Panya
Ekanit Panya (in thailandese เอกนิษฐ์ ปัญญา; Chiang Rai, 21 ottobre 1999) è un calciatore thailandese, centrocampista dell'Ehime, in prestito dal BG Pathum Utd, e della nazionale thailandese.

## Carriera

### Club
Nella stagione 2015 esordisce nella massima serie thailandese con il Chiangrai United, dopo aver giocato per cinque anni nelle giovanili. Nel 2017 viene ceduto in prestito al Chiangrai City, formazione della quarta divisione thailandese. L'anno successivo viene nuovamente girato in prestito, questa volta al Chiangmai, nella seconda divisione thailandese, con il quale ottiene la promozione nella massima serie thailandese, quindi gioca un'altra stagione in prestito al Chiangmai, prima di rientrare a metà stagione al Chiangrai United.

### Nazionale
Il 10 settembre 2019 ha esordito con la nazionale thailandese giocando l'incontro vinto 0-3 contro l'Indonesia, valido per le qualificazioni al campionato mondiale di calcio 2022. Il 15 ottobre successivo realizza la sua prima rete in nazionale, nella vittoria per 2-1 contro gli Emirati Arabi Uniti.

## Statistiche

### Cronologia presenze e reti in nazionale
| Cronologia completa delle presenze e delle reti in nazionale ― Thailandia | Cronologia completa delle presenze e delle reti in nazionale ― Thailandia | Cronologia completa delle presenze e delle reti in nazionale ― Thailandia | Cronologia completa delle presenze e delle reti in nazionale ― Thailandia | Cronologia completa delle presenze e delle reti in nazionale ― Thailandia | Cronologia completa delle presenze e delle reti in nazionale ― Thailandia | Cronologia completa delle presenze e delle reti in nazionale ― Thailandia | Cronologia completa delle presenze e delle reti in nazionale ― Thailandia |
| Data                                                                      | Città                                                                     | In casa                                                                   | Risultato                                                                 | Ospiti                                                                    | Competizione                                                              | Reti                                                                      | Note                                                                      |
| ------------------------------------------------------------------------- | ------------------------------------------------------------------------- | ------------------------------------------------------------------------- | ------------------------------------------------------------------------- | ------------------------------------------------------------------------- | ------------------------------------------------------------------------- | ------------------------------------------------------------------------- | ------------------------------------------------------------------------- |
| 10-9-2019                                                                 | Giacarta                                                                  | Indonesia                                                                 | 0 – 3                                                                     | Thailandia                                                                | Qual. Mondiali 2022                                                       | -                                                                         |                                                                           |
| 10-10-2019                                                                | Thanyaburi                                                                | Thailandia                                                                | 1 – 1                                                                     | Rep. del Congo                                                            | Amichevole                                                                | -                                                                         |                                                                           |
| 15-10-2019                                                                | Rangsit                                                                   | Thailandia                                                                | 2 – 1                                                                     | Emirati Arabi Uniti                                                       | Qual. Mondiali 2022                                                       | 1                                                                         |                                                                           |
| 14-11-2019                                                                | Kuala Lumpur                                                              | Malaysia                                                                  | 2 – 1                                                                     | Thailandia                                                                | Qual. Mondiali 2022                                                       | -                                                                         |                                                                           |
| 19-11-2019                                                                | Hanoi                                                                     | Vietnam                                                                   | 0 – 0                                                                     | Thailandia                                                                | Qual. Mondiali 2022                                                       | -                                                                         |                                                                           |
| 25-5-2021                                                                 | Dubai                                                                     | Oman                                                                      | 1 – 0                                                                     | Thailandia                                                                | Amichevole                                                                | -                                                                         |                                                                           |
| 3-6-2021                                                                  | Dubai                                                                     | Thailandia                                                                | 2 – 2                                                                     | Indonesia                                                                 | Qual. Mondiali 2022                                                       | -                                                                         |                                                                           |
| 7-6-2021                                                                  | Dubai                                                                     | Emirati Arabi Uniti                                                       | 3 – 1                                                                     | Thailandia                                                                | Qual. Mondiali 2022                                                       | -                                                                         |                                                                           |
| Totale                                                                    |                                                                           | Presenze                                                                  | 8                                                                         |                                                                           | Reti                                                                      | 1                                                                         |                                                                           |

## Palmarès

### Competizioni nazionali
- Campionato thailandese: 1

Chiangrai Utd: 2019
- Coppa di Lega thailandese: 1

Chiangrai Utd: 2020-2021